# São Martinho da Gândara
São Martinho da Gândara es una freguesia portuguesa del concelho de Oliveira de Azeméis, con 7,08 km² de superficie y 2.289 habitantes (2001). Su densidad de población es de 323,3 hab/km².